# Katja Lapkovsky
"Katja" Catherine Lapkovsky, slovensko-rusko-ameriška pevka, besedilopiska in prevajalka; *25. junij 1966, Glen Cove, New York
Američanka ruskega porekla, ki živi in dela v Ljubljani. V mladosti je nekaj let preživela v Parizu, nato pa se je, ker je bil njen oče vodja oddelka Lufthanse za Jugoslavijo ustalila v Ljubljani, kjer je kot pevka sodelovala v skupinah kot sta Hari Margot in Moulin Rouge. Napisala je mnogo besedil, mnogo pa jih je prevedla v angleščino. Je glasbeno izobražena, saj ima za sabo 12 let učenja petja, klavirja in glasbene teorije, v Ljubljani je študirala nemščino in angleščino.
Rojena kot Catherine Lapkovsky se v prvih člankih o skupini Hari Margot pojavlja zapisana tudi kot Katarina Aleksandrova, v času skupine Moulin Rouge pa Katia Lapkovski, Kati Lapkovski, Lapkowsky, Lapkovska ali Katja L..